# Wasserkar (Hochkönig)
Das Wasserkar ist ein Hochtal (Kar) im Hochkönigstock bei Tenneck (Gemeinde Werfen), Land Salzburg. Es birgt einen bedeutenden Urwaldrest.

## Lage und Landschaft
Das Wasserkar ist ein südliches Nebental des Blühnbachtals im Pongau, das sich östlich des Tenneck (2435 m ü. A.) nordwärts zieht. Es ist das Karst-Quellgebiet des Wandbachs, der oberhalb von Schloss Blühnbach mündet, ist aber gänzlich ein Trockental. Der Wandbach heißt so, weil er erst unterhalb der Steilstufe, die das Wasserkar gegen das Blühnbachtal trennt, entspringt. Umrahmt wird das tief eingeschnittene Tal vom Hochtenneck–Niedertenneck-Grat westlich und Floßkogel (2437 m ü. A.) und Alblegg (2361 m ü. A.) im Osten. Gegen Süden trennt eine weitere Steilstufe am Fliegerköpfl die Talung vom Karstplateu unterhalb der Übergossenen Alm, dem Hochköniggletscher.

## Naturwald Wasserkar
Durch die unwegsame Lage, und weil das Blühnbachtal lange kaiserliches Jagdrevier war, und forstlich wenig genutzt, konnte sich hier ein recht naturbelassener Waldbestand halten. Es handelt sich um einen Lärchenwaldbestand, der sich aus einem Kalkhangschutt-Fichtenwald hervorgehend auf Höhen von 1350 bis 1800 m erstreckt.
Der Wald wurde in den 1980ern als Naturwaldreservat, einem internationalen Waldschutznetzwerk, das auf Vertragsnaturschutz beruht, ausgewiesen (o.Nr.). Mit der Schaffung des umfassenden Naturschutzgebietes Kalkhochalpen 1983 (NSG00012) und dessen Erklärung zum Europaschutzgebiet 2006 (AT3211012/ESG00009) wurde es mit Einwilligung des Eigentümers, den Österreichischen Bundesforsten (ÖBF), in dessen Managementplan übernommen. Als Naturwaldreservat wird es heute nicht mehr geführt.

## Alpinismus
Das Wasserkar ist gänzlich weglos, und nur mit Ortskenntnis begehbar. Östlich oberhalb führt der Höhenweg von der Ostpreußenhütte auf den Hochkönig vorbei, den Tenneck besteigt man – ebenfalls ohne Markierung – üblicherweise von Süden, zum Wasserkar bricht er steil ab.